# Белв'ю (Міннесота)
Белв'ю (англ. Belview) — місто (англ. city) в США, в окрузі Редвуд штату Міннесота. Населення — 291 особа (2020).

## Географія
Белв'ю розташований за координатами 44°36′24″ пн. ш. 95°19′44″ зх. д. / 44.60667° пн. ш. 95.32889° зх. д. (44.606682, -95.328873).  За даними Бюро перепису населення США в 2010 році місто мало площу 2,45 км², уся площа — суходіл.

## Демографія
Згідно з переписом 2010 року, у місті мешкали 384 особи в 169 домогосподарствах у складі 91 родини. Густота населення становила 157 осіб/км².  Було 177 помешкань (72/км²).
Расовий склад населення:
| - 98,2 % — білих - 0,5 % — азіатів |

До двох чи більше рас належало 1,3 %. Частка іспаномовних становила 0,3 % від усіх жителів.
За віковим діапазоном населення розподілялося таким чином: 18,2 % — особи молодші 18 років, 50,8 % — особи у віці 18—64 років, 31,0 % — особи у віці 65 років та старші. Медіана віку мешканця становила 48,6 року. На 100 осіб жіночої статі у місті припадало 82,0 чоловіків;  на 100 жінок у віці від 18 років та старших — 77,4 чоловіків також старших 18 років.
Середній дохід на одне домашнє господарство  становив 46 548 доларів США (медіана — 40 357), а середній дохід на одну сім'ю — 56 712 долари (медіана — 47 750). Медіана доходів становила 32 917 доларів для чоловіків та 23 000 доларів для жінок. За межею бідності перебувало 7,0 % осіб, у тому числі 0,0 % дітей у віці до 18 років та 13,5 % осіб у віці 65 років та старших.
Цивільне працевлаштоване населення становило 205 осіб. Основні галузі зайнятості: виробництво — 21,0 %, освіта, охорона здоров'я та соціальна допомога — 17,1 %, роздрібна торгівля — 15,1 %.